# Distretto di Katerynopil'
Il distretto di Katerynopil' (in ucraino Катеринопільський район?) era un distretto (rajon) dell'Ucraina, situato nell'oblast' di Čerkasy. Il suo capoluogo era Katerynopil'.
È stato soppresso con la riforma amministrativa del 2020.